# Leptysminae
Leptysminae es una subfamilia de insectos ortópteros caelíferos perteneciente a la familia Acrididae. Se encuentra en América.

## Géneros
Según Orthoptera Species File (1 de abril de 2010):
- Chloropseustini Amédégnato 1974
  - Chloropseustes Rehn, 1918
- Leptysmini Brunner von Wattenwyl 1893
  - Belosacris Rehn & Eades, 1961
  - Carbonellacris Roberts, 1977
  - Columbacris Bruner, 1911
  - Cylindrotettix Bruner, 1906
  - Leptysma Stål, 1873
  - Leptysmina Giglio-Tos, 1894
  - Seabratettix Roberts, 1980
  - Stenacris Walker, 1870
  - Tucayaca Bruner, 1920
- Tetrataeniini Brunner von Wattenwyl 1893
  - Cornops Scudder, 1875
  - Eumastusia Bruner, 1911
  - Guetaresia Rehn, 1929
  - Haroldgrantia Carbonell, Ronderos & Mesa, 1967
  - Mastusia Stål, 1878
  - Nadiacris Descamps & Amédégnato, 1972
  - Oxybleptella Giglio-Tos, 1894
  - Stenopola Stål, 1873
  - Tetrataenia Stål, 1873
  - Xenismacris Descamps & Amédégnato, 1972
- tribu indéterminée
  - Oxyphyma Saussure, 1861